# Dima dalmatina
Dima dalmatina là một loài bọ cánh cứng trong họ Elateridae. Loài này được Küster miêu tả khoa học năm 1844.